# アージェント (曲)
「アージェント」 (Urgent) は、イギリス・アメリカ人のロックバンド、フォリナーによる楽曲であり、1981年の大ヒット・アルバム『4』から最初のシングルである。

## レコーディング
フォリナーは、当時ハードロックバンド、AC/DCのプロデューサーとして知られていたロバート・ジョン・マット・ランジとスタジオへ入ったが、フォリナーのサウンドは、ヘヴィーなものではなかった。プログラムとシンセサイザーの演奏のためにトーマス・ドルビーと仕事をし、彼の仕事は、モータウンのジュニア・ウォーカーによるサクソフォーンソロで聴くことができる。

## チャート
この曲は、1981年7月4日までアメリカのポップチャート入りし、Billboard Hot 100では4位に達して、9月全体でもスポットを保持した。「アージェント」は、ビルボードのロック・トラックチャートでも4週連続1位となった。
「アージェント」は、アルバム『4』からAORのシングルとして最も成功し、アルバムの後のシングルの「ガール・ライク・ユー」（1981年11月28日から翌年1月30日まで10週連続Billboard Hot 100で2位となり、ゴールドに認定された）よりも多く売れた。『4』は、「アージェント」がチャート入りしている間にゴールド及びプラチナ・ディスクとなった。このアルバムは、RIAAによってマルチ・プラチナ・ディスクに認定されることとなり、アメリカのみで600万枚以上を売り上げた。
カナダやスウェーデンでは、アイ・ウォナ・ノウに次いでフォリナーで2番目に売り上げの多いシングルとなり、カナダでは1981年9月に1位、スウェーデンでは1982年3月に20位となった。オーストラリアでは、1981年8月に最高24位となり、イギリスでは、1981年に最初にリリースされた際に54位となった。1982年、「ガール・ライク・ユー」がトップ10入りした後、「アージェント」は再リリースされ、前回より大きく下回る45位にとどまった。

## 収録
- 1981: "Urgent" b/w "Girl on the Moon" (Atlantic 3831) US 7" single
- 1981: "Urgent" b/w "Girl on the Moon" (Atlantic 11665) UK 7" single
- 1982: "Urgent" b/w "Head Games" (live) (Atlantic 11728) UK 7" single
- 1982: "Urgent" b/w "Head Games" (live)/"Hot Blooded" (live) (Atlantic 11728) UK 12" single

## 他のバージョン
フォリナーの1993年のアルバム『クラシック・ヒッツ・ライヴ』には、この曲のライヴバージョンが収録されている。
2005年のヴォーカルのケリー・ハンセンを特徴とする新しいメンバーでのライヴコンサートは、『エクステンデッド・ヴァージョンズ』で聴くことができる。

## カバーバージョン
フォリナーのレコーディングでサクソフォーンを演奏したジュニア・ウォーカーは、1983年のオール・スターズのアルバム『ブロウ・ザ・ハウス・ダウン』で自身のバージョンを収録している。ウォーカーのバージョンは、1985年のマドンナの映画『マドンナのスーザンを探して』で使用されている。
エレクトロポップ/R&Bの歌手、シャノンは、1985年のアルバム『ドゥ・ユー・ワナ・ゲット・アウェイ』でこのヒット曲を収録した。この曲は、アルバムの4番目のシングルとなり、ビルボードのR&Bシングルスで、1985年11月と12月に2週間チャートインし、最高68位となった。

## 文化
- 2011年5月23日、『ロックバンド3』でダウンロードコンテンツとなった[9]。
- ESPNの『マンデーナイトフットボール』で、2011年に流された。